# Lois Lane (Superman)
Lois Joanne Lane-Kent is een personage uit de Superman-strips van DC Comics. Ze werd bedacht door Jerry Siegel en Joe Shuster, en maakte haar debuut in Action Comics #1 (1938).
Lois is een belangrijk personage in de Supermanstrips daar in elke incarnatie ze Supermans vriendin is. In de huidige continuïteit zijn de twee zelfs getrouwd. Ze is ook een van de weinigen die Supermans ware identiteit kent.

## Creatie
Lois’ uiterlijk was oorspronkelijk gebaseerd op een model ingehuurd door Siegel en Shuster genaamd Joanne Carter. Lois' persoonlijkheid was gebaseerd op Torchy Blaine, een vrouwelijke journalist uit een filmserie in de jaren 30. Lois’ naam is afkomstig van Lola Lane, de actrice die deze journaliste speelde.

## Profiel
Lois’ uiterlijk en persoonlijkheid zijn in het 70-jarig bestaan van Superman sterk veranderd. Wel is ze altijd een belangrijk personage geweest in zijn stripverhalen. In de Silver Age kreeg ze zelfs haar eigen stripserie getiteld Superman's Girlfriend Lois Lane.
Lois’ persoonlijkheid verschilt vaak per schrijver, maar in de meeste incarnaties is ze een harde en gedreven journalist die niets of niemand uit de weg gaat voor een goed verhaal. In de oudste strips was ze zelfs agressief. Ze probeert voortdurend haar collega-journalisten te overtreffen.
In de tijd dat Lois nog niet wist wie Superman werkelijk was had ze geregeld een grote rivaliteit met Clark Kent, hoewel de twee ook vaak samen moesten werken. Tevens probeerde ze in die tijd geregeld Superman over te halen tot een vaste relatie en haar vermoedens dat Clark en Superman een en dezelfde waren te bevestigen. Deze onderwerpen waren geregeld de bron van running gags in de strips.
In de oudere Supermanstrips verkeerde Lois geregeld in gevaar als plot voor een verhaal. Vaak kwam ze in deze situaties terecht tijdens haar werk. Dit veranderde in de jaren 60 toen vrouwen een steeds sterkere positie kregen in de samenleving. Lois veranderde toen in een sterker persoon die zich best zelf kon redden en geregeld op solomissies ging. In de huidige strips hoeft ze nog maar zeer zelden gered te worden.
Lois relatie met Superman heeft vele hindernissen gekend. Gedurende de Silver Age van de strips kreeg Lois concurrentie van Lana Lang, die ook Supermans liefde wilde. Tevens was Superman lange tijd tegen het huwelijk omdat hij vreesde dat dit Lois leven in gevaar zou brengen. Uiteindelijk zijn de twee toch getrouwd. Lois’ ervaring als journalist komt Superman goed van pas daar ze goed excuses kan verzinnen over waarom Clark steeds plotseling weg moet (als Superman weer eens nodig is).

## Familie
Lois is de dochter van Ellen en Sam Lane. In de oudste strips waren haar ouders boeren in en stad genaamd Pittsdale. In de huidige continuïteit is Sam een gepensioneerde soldaat. Tevens heeft Lois in de huidige strips een jongere zus genaamd Lucy Lane. Lois is door haar vader getraind in militaire gevechten en gebruik van vuurwapens.
In de Golden Age strips had Lois een nicht genaamd Susie Tompkins.
Lois en Clark hebben na hun huwelijk de zoon van General Zod geadopteerd, en hem Christopher Kent genoemd.

## In andere media
Daar Lois Lane een belangrijk personage is in de Superman verhalen speelt ze een rol in vrijwel elke bewerking van Superman.
- Actrice Rollie Bester deed de stem van Lois Lane in een aantal hoorspelen uit 1940.
- Noel Neill speelde Lois Lane in de twee filmseries met Kirk Alyn in de rol van Superman. Ze vertolkte de rol ook in het tweede seizoen van de televisieserie Adventures of Superman.
- Phyllis Coates speelde Lois Lane in de film Superman and the Mole Men, en vertolkte de rol tevens in het eerste seizoen van de serie Adventures of Superman.
- Margot Kidder speelde Lois Lane in de vier Supermanfilms uit de jaren 80 met Christopher Reeve in de rol van Superman.
- Teri Hatcher vertolkte de rol van Lois Lane in de televisieserie Lois and Clark: The New Adventures of Superman gedurende vier seizoenen.
- Dana Delany deed de stem van Lois Lane in Superman: The Animated Series. Deze versie van Lois Lane had ook cameo’s in Justice League en Justice League Unlimited. Tevens deed ze de stem van een andere versie van Lois Lane die een gastoptreden had in de serie The Batman.
- Een jonge versie van Lois Lane werd gespeeld door Erica Durance in de serie Smallville.
- Kate Bosworth speelde Lois Lane in de film Superman Returns.
- Anne Heche deed Lois Lanes stem in de animatiefilm Superman: Doomsday.
- Amy Adams speelde Lois Lane in de films Man of Steel, Batman v Superman: Dawn of Justice, Justice League en Zack Snyder's Justice League.
- Olivia Wilde deed Lois Lanes stem in de animatiefilm DC League of Super-Pets.
- Rachel Brosnahan speelde Lois Lane in de film Superman uit 2025.

## Impact
Lois Lane is ook buiten de Supermanstrips en media een bekend personage. Veel televisieseries en films bevatten referenties naar haar. Een straat in het Metro Detroit gebied heet “Lois Lane”, en ook een straat in Corporate Park van Staten Island draagt deze naam.